# Nghĩa Tâm
Nghĩa Tâm là một xã thuộc huyện Văn Chấn, tỉnh Yên Bái, Việt Nam.
Xã Nghĩa Tâm có diện tích 44,49 km², dân số năm 2019 là 7.319 người, mật độ dân số đạt 165 người/km².